# Condylura cristata
La talpa dal muso stellato (Condylura cristata, Linnaeus, 1758) è un piccolo talpide nordamericano diffuso nel Canada orientale e negli Stati Uniti nord-orientali. È l'unico appartenente della tribù Condylurini e del genere Condylura. Si conoscono due sottospecie della Condylura cristata: la Condylura cristata cristata e la Condylura cristata nigra.

## Distribuzione e habitat

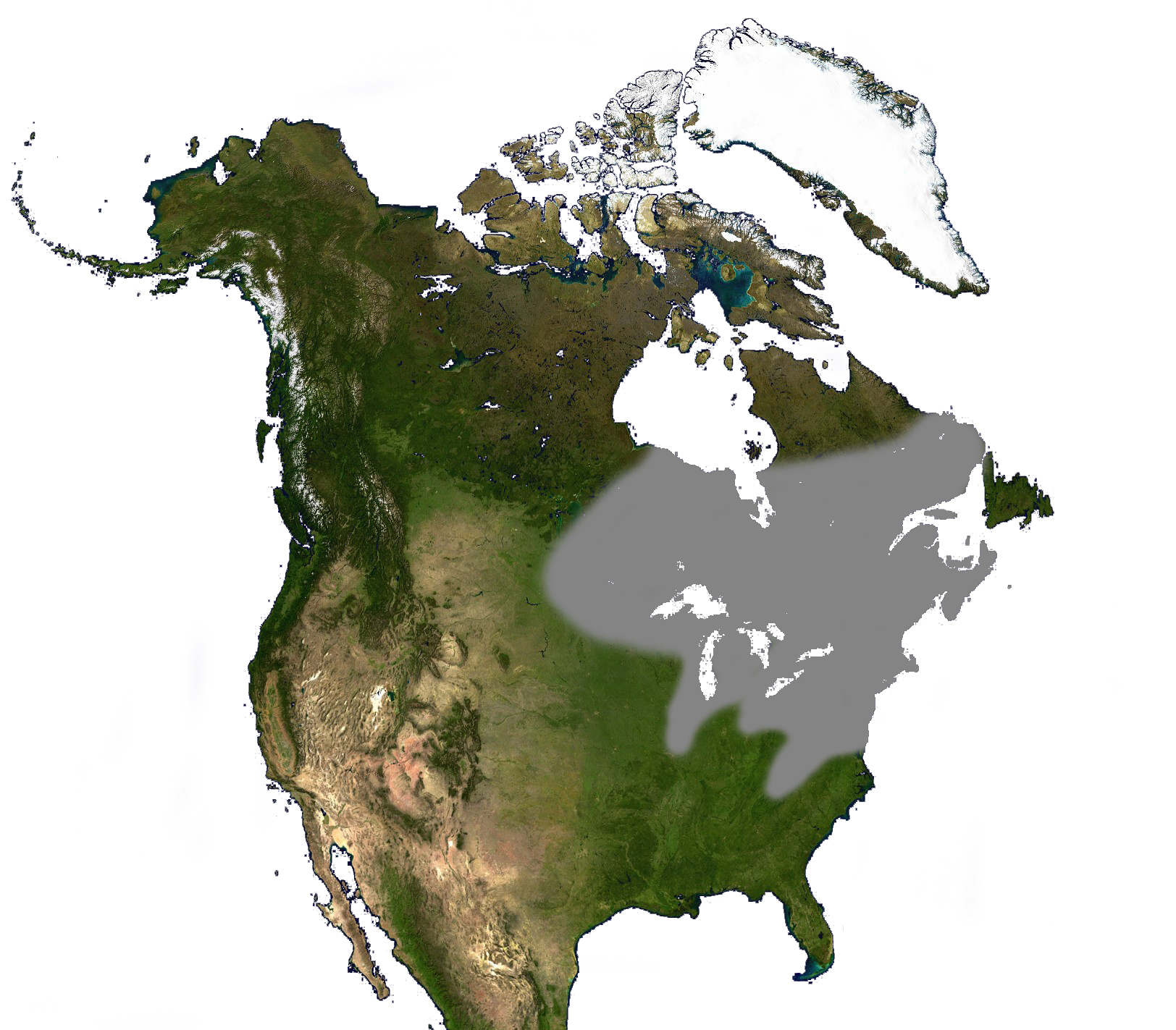
Areale della talpa dal muso stellato

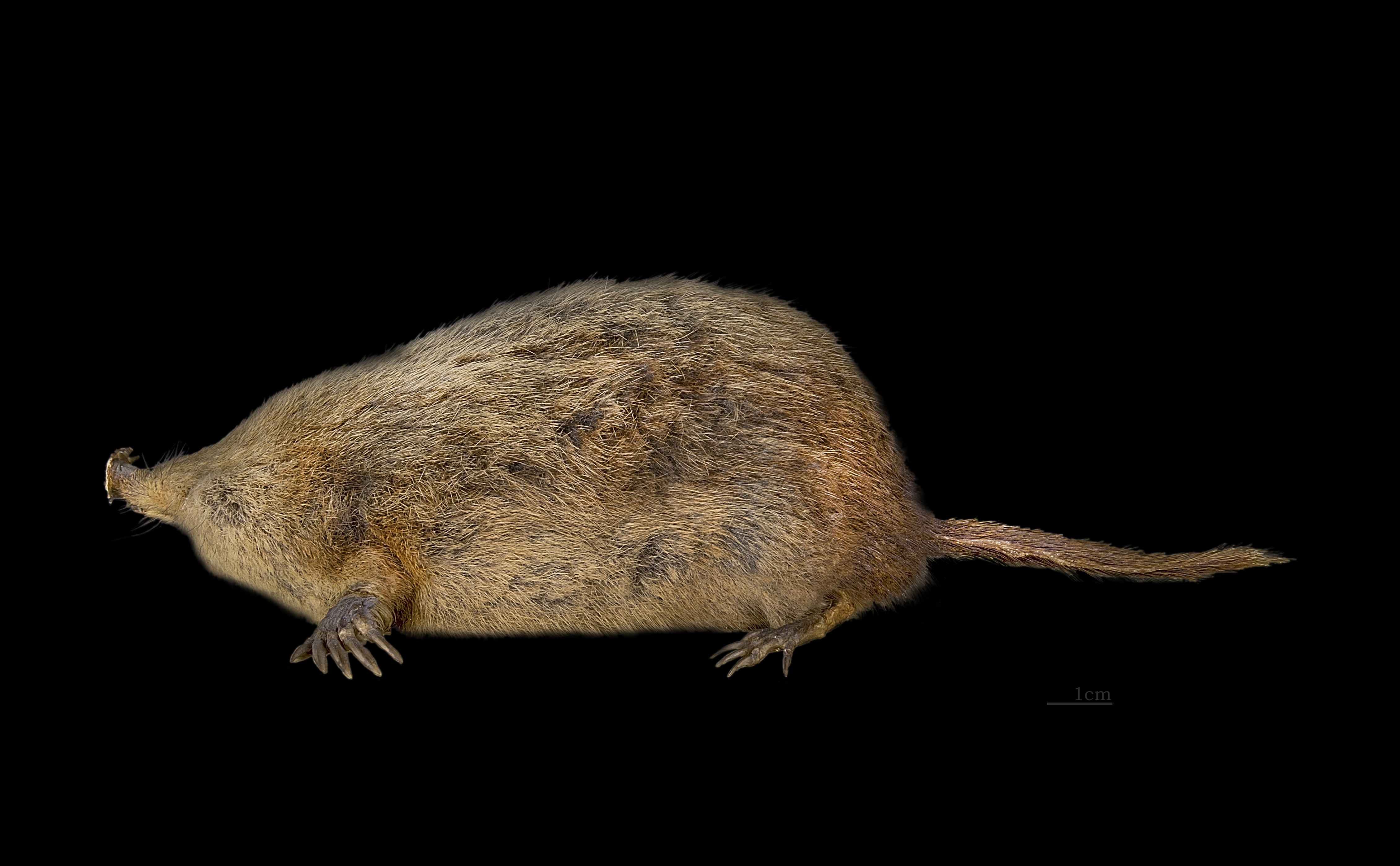
Condylura cristata

La talpa dal muso stellato è presente tra il nord-est degli Stati Uniti e il sud-est del Canada, dal Labrador e il Manitoba, attraverso il Nord Dakota fino all'Ohio e alla Virginia e a sud lungo la costa atlantica, a sud-est della Georgia e il confine settentrionale della Florida. Essa vive più a nord di tutte le altre specie autoctone di talpa.
La sua presenza nel territorio in cui è diffusa è stimata in una densità di popolazione di 4–7 esemplari per ettaro, che scende in inverno a 2–3 esemplari.
Abitano in habitat diversi, ma dipendono da terreni relativamente umidi; infatti, vivono, tra l'altro, nelle paludi, nei prati umidi e nei boschi.
La specie è sia diurna che notturna e non va mai in letargo, ma continua a cercare il cibo anche in inverno. Costruisce la tana in mezzo alla neve e si immerge nell'acqua, in inverno, al di sotto dello strato superficiale ghiacciato.
Questi animali sono più sociali rispetto alla maggior parte delle altre talpe. Vivono in piccoli gruppi sciolti e capita spesso che un maschio e una femmina si trovino a vivere insieme fuori dalla stagione riproduttiva, mostrando di conseguenza almeno in parte un comportamento monogamo.

## Descrizione e comportamento
Il suo habitat è costituito da aree pianeggianti umide, dove si nutre di piccoli invertebrati, insetti acquatici, vermi e molluschi. È una buona nuotatrice e può cercare il cibo anche lungo il fondo di ruscelli e stagni.
Al pari delle altre talpe, scava brevi tunnel in superficie per foraggiarsi; spesso tali cunicoli terminano direttamente sott'acqua. È attiva sia di giorno sia di notte, e resta tale anche in inverno, quando è stata vista scavare attraverso la neve e nuotare in torrenti coperti di ghiaccio. Si conosce poco il comportamento sociale della specie, ma si suppone che sia coloniale.
La talpa dal muso stellato è ricoperta da una spessa pelliccia nerastra idro-repellente, ha zampe grandi e squamate, e una coda lunga e spessa, che sembra fungere da riserva di grasso per la stagione primaverile, quando si accoppia. Gli adulti hanno una lunghezza di 15-20 cm, pesano circa 55 grammi e hanno 44 denti. La caratteristica più distintiva di questa specie, da cui deriva il nome comune, è una rosa di 22 tentacoli rosa, mobili e carnosi, all'estremità del muso, usati come organo tattile per identificare il cibo, costituito da vermi, insetti e crostacei.
La femmina si accoppia una sola volta all'anno, nel tardo inverno o all'inizio della primavera. La gestazione si completa in tarda primavera o all'inizio dell'estate, con una cucciolata che conta tipicamente 4 o 5 piccoli. I cuccioli, dapprima glabri, conoscono un rapido accrescimento e dopo tre o quattro settimane si ha già lo svezzamento. La maturità sessuale è raggiunta intorno ai 10 mesi. L'aspettativa di vita è stimata in 3–4 anni.

### Naso
I tentacoli del naso, estremamente sensibili, sono ricoperti da circa centomila minuscoli recettori tattili, conosciuti come organi di Eimer, descritti per la prima volta nella talpa europea dallo zoologo tedesco Theodor Eimer nel 1871. Anche altre specie di talpa posseggono gli organi di Eimer, sebbene essi non siano così specializzati o numerosi come quelli della talpa dal muso stellato. Siccome essa è funzionalmente cieca, è stato a lungo sospettato che il muso sia usato per rilevare l'attività elettrica nelle prede, anche se questa tesi trova scarso fondamento. Sembra che il naso stellato e la dentatura di questa specie si siano adattati principalmente al consumo di prede estremamente piccole. Un articolo sulla rivista Nature dà a questo animale l'appellativo di "mangiatore più veloce tra i mammiferi", in quanto è in grado di impiegare appena 120 millisecondi per identificare e mangiare il cibo. Il suo cervello riesce a decidere la commestibilità di una preda nel tempo ultra-breve di 8 ms, una rapidità che si pone al limite della velocità dei neuroni.
La specie possiede anche l'abilità di annusare sott'acqua: ciò è ottenuto espirando bolle d'aria sugli oggetti o su una traccia odorosa e re-inspirando poi le bolle attraverso il naso.
La struttura della stella dei tentacoli è così strana che non è stata riscontrata altrove nel mondo animale. Anziché svilupparsi alla stessa maniera in cui le dita crescono all'esterno della mano, essa inizia a crescere come un rigonfiamento intorno al naso e alcuni giorni dopo la nascita i tentacoli erompono in superficie e si spostano in avanti allo stesso modo di una banana sbucciata.

## Predatori
Tra i suoi predatori ricordiamo il falco dalla coda rossa, il grande gufo cornuto ed altri rapaci, varie moffette e mustelidi e perfino grandi pesci.

## Conservazione
Gli insediamenti e le attività dell'uomo hanno ridotto notevolmente l'habitat della talpa, soprattutto al sud del loro areale che risulta piuttosto frammentato; nel complesso, però, non è una specie in pericolo di estinzione.